# François Maspero
François Maspero (París, 19 de enero de 1932 - ibídem, 11 de abril de 2015) fue un editor, autor y periodista francés, conocido especialmente por haber sido editor de autores de la izquierda política en su país durante la década de 1970.
Además trabajó como traductor de escritores como Joseph Conrad y John Reed (autor de Diez días que estremecieron el mundo), entre otros. Maspero fue galardonado con el Prix Décembre en 1990 por su libro Les Passagers du Roissy-Express.

## Biografía
La juventud de François Maspero estuvo marcada por la militancia en la Resistencia francesa de sus padres y por el medio cultural en que se movía su familia. Ambos progenitores acabaron en campos de concentración nazis: su padre, Henri Maspero fue un sinólogo y profesor en el College de France y murió en el campo de Buchenwald; pero su madre logró volver con vida del campo de mujeres de Ravensbruck (en el que perecieron 130 000 mujeres y solo 40 000 sobrevivieron). Su abuelo, Gaston Maspero, quien murió antes de que él naciera, fue un reconocido egiptólogo.
En 1955, a los veintitrés años, Maspero abrió la librería La Joie de Lire (La alegría de leer) en el Barrio Latino de París. La misma es evocada por el escritor hispanoperuano Mario Vargas Llosa, en su discurso de ingreso a la Academia Francesa, como el lugar donde compró un ejemplar de Madame Bovary la misma noche de su llegada a la ciudad.
Más tarde, en 1959, en plena guerra de Argelia, abrió la casa editorial Maspero, junto con Marie-Thérèse Maugis. A ellos se unieron Jean-Philippe Bernigaud y Fanchita González Batlle, más tarde, también Émile Copfermann.
Las dos primeras colecciones, «Cahiers libres» y «Textes à l'appui» (Cuadernos libres y Textos de apoyo), se centraron particularmente en la Guerra de Argelia desde una perspectiva anticolonialista y en la contestación a la corriente estalinista del Partido comunista francés.

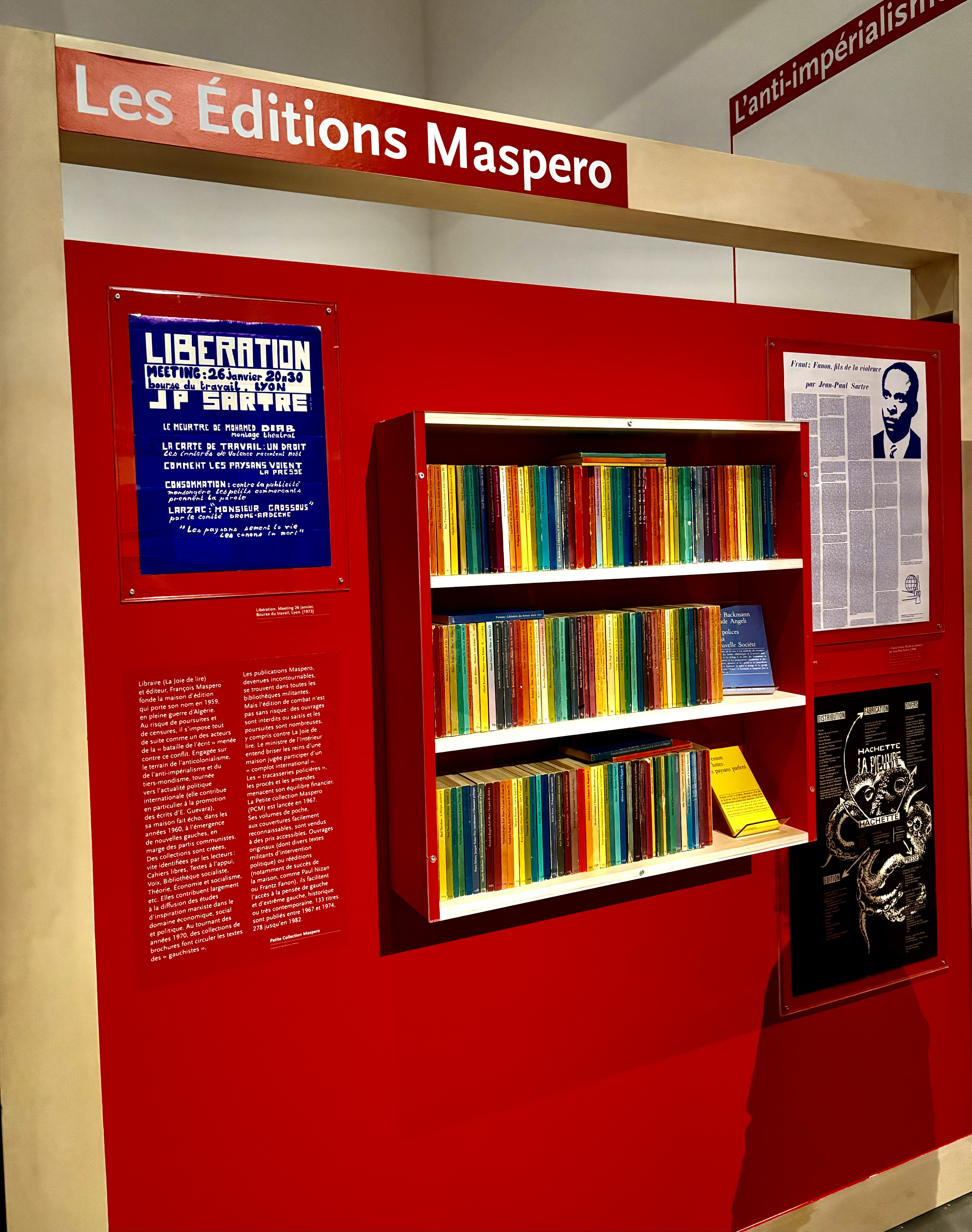
Las ediciones Maspero expuestas en La Contemporaine, museo y archivo universitario de la Universidad de Nanterre.

Maspero publicó el libro de Frantz Fanon Los condenados de la tierra en 1961, el cual fue censurado, con un prólogo de Jean-Paul Sartre, también L'An V de la Révolution algérienne (El año V de la revolución argelina). Maspero publicó otros testimonios que se referían a Argelia y al uso de la tortura por parte del ejército francés, los cuales también fueron censurados. Tras enfrentarse a los tribunales, tuvo además que verse como el objetivo de varios atentados.
Maspero reeditó Les Chiens de garde y Aden Arabie, de Paul Nizan, también prologados por Sartre. En esos momentos creó la revista Partisans (Partisanos), la cual se estuvo publicando hasta 1973. Otros autores llegaban a la colección Cahiers libres, como Régis Debray en 1967 o Bernard-Henri Lévy en 1973. Georges Perec publicó sus primeras obras en Partisans.
En los años 1960 la editorial de Maspero se centró especialmente en los problemas del Tercer Mundo, y del neocolonialismo, publicando entre otros libros de Enersto «Che» Guevara. Publicó Cruel hand on Cameroon, autopsy of a decolonization de Mongo Beti, que fue censurado por el ministro del interior Raymond Marcellin a petición de Jacques Foccart, miembro del gobierno camerunés, representado en París por el embajador Ferdinand Oyono.
En 1975, he reeditó el clásico Historia del movimiento anarquista en Francia (1880–1914) de Jean Maitron. En 1983, la editorial de Maspero se transformó en Éditions La Découverte, más tarde adquirida por Vivendi Universal Publishing.
Maspero fue criticado por los situacionistas, como Guy Debord, quien usó el término «masperizar» para referirse a la falsificación o corrupción de un texto, por ejemplo borrado párrafos de una cita sin indicarlo.

## Obra
- Le Sourire du chat (novela) 1984
- Le Figuier(novela) 1988
- Les Passagers du Roissy-Express, fotografías de Anaïk Frantz 1990
- Paris bout du monde, textos para el álbum fotográfico de Anaïk Frantz 1992
- L'Honneur de Saint-Arnaud (crónica histórica) 1993
- Le Temps des Italiens (narración) 1994
- La Plage noire (narración) 1995
- Balkans-Transit, fotografías de Klavdij Sluban (crónica de viaje) 1997
- Che Guevara, introducción a las fotografías de René Burri 1997
- Les Abeilles et la Guêpe 2002
- Transit & Cie,  (narración) 2004
- Le Vol de la mésange (cuentos) 2006
- L'Ombre d'une photographe. Gerda Taro (biografía) 2006
- Des saisons au bord de la mer (novel) 2009